# 李世祥
李世祥（?—?），字雲庄，貴州省貴陽府貴築縣人，清朝政治人物、同進士出身。

## 生平
光緒九年（1883年）癸未科進士，三甲十八名；同年五月，著以主事分部学习。仕至禮部郎中。善书法，搜藏兰亭一百二十种。。